# Boucoiran-et-Nozières
Boucoiran-et-Nozières là một xã trong tỉnh Gard thuộc vùng Occitanie, phía nam nước Pháp. Xã Boucoiran-et-Nozières nằm ở khu vực có độ cao trung bình 81 mét trên mực nước biển.